# Seznam českých osobností 20. století, S–U

## S
- Richard Sacher (1. 9. 1943 Úpice u Trutnova ) – politický pracovník, podnikatel
- Antonín Salajka (24. 4. 1901 Moravská Nová Ves – 2.8.1975 Praha) – římskokatolický duchovní, teolog, slavista, vysokoškolský pedagog
- Milan Salajka (6. 9. 1928 Bohumín-Pudlov – 22.1. 2012 Praha) – teolog a duchovní Církve československé husitské, vysokoškolský pedagog
- František Salzer (30. 8. 1902 Sušice – 23.12.1974 Praha) – režisér a pedagog
- František Sátora (22. 5. 1893 Uherský Ostroh – 22. 1. 1972 Buenos Aires) – inženýr, průmyslník, účastník prvního i druhého odboje
- Jan Saudek (13. 5. 1935, Praha – ) – fotograf aktů
- Zdeněk Sázava (28. 6. 1931 Brno) – teolog a duchovní Církve československé husitské, vysokoškolský pedagog
- August Sedláček (28. 8. 1843 Mladá Vožice – 14. 1. 1926 Písek) – historik, genealog, heraldik; čestný doktorát Univerzity Karlovy
- Vojtěch Sedláček (9. 9. 1892 Libčany u Hradce Králové – 3. 2. 1973 Praha) – malíř, grafik, ilustrátor
- Anna Sedláčková (29. 9. 1887 Praha – 24. 11. 1969 Praha) – herečka, divadelní ředitelka
- Otakar Sedloň (30. 8. 1885 Trpín – 18. 10. 1973 Praha) – malíř, středoškolský profesor
- Jaroslav Seifert (23. 9. 1901 Praha – 10. 1. 1986 Praha) – básník, nositel Nobelovy ceny za literaturu (1984)
- Stanislav Segert (4. 5. 1921 Praha – 30. 9. 2005 Los Angeles) – evangelický duchovní, teolog, lingvista, hebraista, vysokoškolský pedagog
- Ivan Sekanina (31. 10. 1900 Nové Město na Moravě – 21. 5. 1940 Sachsenhausen-Oranienburg) – právník, politik, publicista
- Zdeněk Sekanina (12. 6. 1936 Mladá Boleslav) – astronom žijící v USA
- Bohumil Sekla (16. 5. 1901 Bohuslavice – 7. 8. 1987 Praha) – lékař, genetik
- Ondřej Sekora (25. 9. 1899 Královo Pole u Brna – 4. 7. 1967 Praha) – malíř, ilustrátor, spisovatel
- Josef Selinger (16. 2. 1870 Studánka u Liberce – 18. 10. 1920 Teplice) – českoněmecký sociálnědemokratický politik
- Jiří Sequens (23. 4. 1922 Brno – 21. ledna 2008) – filmový, televizní režisér, scenárista
- Zdenek Seydl (29. 4. 1916 Třeboň – 17. 6. 1978 Praha) – malíř, grafik
- Josef Seykora (? Kostelec nad Orlicí – ? Kostelec nad Orlicí) – průmyslový podnikatel v koželužnictví
- Markéta Schartová (20. 4. 1934 Kladno – ) – loutkoherečka, režisérka
- Josef Scheiner (21. 9. 1861 Benešov – 11. 1. 1932 Praha) – právník, tělovýchovný, politický pracovník
- Olga Scheinpflugová (3. 12. 1902 Slaný – 13. 4. 1968 Praha) – herečka, spisovatelka
- Jan Schmid (14. 6. 1936 Tábor – ) – režisér, herec, výtvarník
- Evald Schorm (15. 12. 1931 Elbančice u Mladé Vožice – 14. 12. 1988 Praha) – režisér, scenárista
- Raoul Schránil (24. 3. 1910 Most – 20. 9. 1998 Praha) – herec
- Ervín Schulhoff (8. 6. 1894 Praha – 18. 8. 1942 Würzburg v Bavorsku) – českoněmecký skladatel, klavírista, dirigent, pedagog
- Karel Schulz (6. 5. 1899 Městec Králové – 27. 2. 1943 Praha) – prozaik, novinář
- Hans Schütz (24. 2. 1901 Kopec u Šluknova – 24. 1. 1982 Mnichov) – českoněmecký a německý křesťanskosociální politik
- Jan Schwarz (27. 9. 1958 Třebíč) – duchovní, biskup a patriarcha Církve československé husitské
- František Schwarzenberg (24. 3. 1913 Praha – 9. 3. 1992 Unzmarkt, Rakousko) – šlechtic, československý diplomat, účastník protinacistického odboje, organizátor poúnorového exilu
- Karel Schwarzenberg (5. 7. 1911 Čimelice – 9. 4. 1986 Vídeň) – šlechtic, historik
- Karol Sidon (9. 8. 1942 Praha – ) – pražský zemský rabín, česky píšící židovský prozaik, dramatik, publicista, scenárista
- Karol Sidor (16. 7. 1901 Ružomberok – 20. 10. 1953 Montreal, Kanada) – slovenský novinář, nacionalistický publicista, československý politik
- Richard Sicha (16. 12. 1883 Kroměříž – 1963 Brno) – rakouský důstojník později středoškolský profesor, autor próz a literárně vědných prací, bojovník za samostatnost čs. státu, zakladatel vojenského revolučního výboru v Brně v roce 1918, jako účastník 1. odboje člen tzv. České maffie. Literatura: Divoženka, Po zákonu smyslu a krve, Vojín a říjnový převrat v Brně.
- Yvetta Simonová (4. 11. 1928 Brod – ) – zpěvačka. Písně: Zhasněte lampióny, Romantická, Zamilovaná, ve dvojici s Chladilem například O nás dvou, Sentimentální.
- František Sís (5. 9. 1878 Maršov – 17. 8. 1938 Praha) – novinář, československý politik
- Jan Skácel (7. 2. 1922 Vnorovy u Strážnice – 7. 11. 1989 Brno) – básník, prozaik, publicista
- Ivan Skála (6. 10. 1922 Brandýs nad Labem – 6. 2. 1997 Praha) – básník, československý komunistický funkcionář na poli kultury
- Karel Skalický (20. 5. 1934 Hluboká nad Vltavou) – římskokatolický duchovní, teolog, vysokoškolský pedagog
- Vladimír Skalička (19. 8. 1909 Praha – 17. 1. 1991 Praha) – jazykovědec
- Olga Skálová (25. 4. 1928 Brno – ) – tanečnice, choreografka, pedagožka
- Gustav Adolf Skalský (3. 8. 1857 Opatovice u Čáslavi – 28. 1. 1926 Praha) – evangelický duchovní, teolog, historik, vysokoškolský pedagog
- Zdeněk Sklenář (15. 4. 1910 Leština u Zábřehu – 19. 4. 1986 Praha) – malíř, grafik, typograf
- Ota Sklenčka (19. 12. 1919 Hradec Králové – 10. 10. 1993 Praha) – herec
- Jaroslav Skobla (16. 4. 1899 Praha – 22. 11. 1959 Teplice nad Bečvou) – vzpěrač
- Aloys Skoumal (19. 6. 1904 Pačlavice u Kroměříže – 4. 7. 1988 Praha) – překladatel, anglista
- Petr Skoumal (7. 3. 1938 Praha – ) – hudebník
- Jaromír Skřivánek (10. 10. 1923 Praha – ) – malíř, grafik, ilustrátor, básník, překladatel, theosof
- Josef Skupa (16. 2. 1892 Strakonice – 8. 1. 1957 Praha) – loutkář, výtvarník, autor loutkových her
- Rudolf Slánský (31. 7. 1901 Nezvěstice – 3. 12. 1952 Praha) – pracovník komunistického aparátu, československý politik; 1952 v politickém monstrprocesu obžalován jako hlava „protistátního spikleneckého centra“, odsouzen k trestu smrti, vzápětí popraven
- Klement Slavický (22. 9. 1910 Tovačov na Moravě – 4. 9. 1999 Praha?) – skladatel, pedagog, organizační pracovník
- Milan Slavický (7. 5. 1947 Praha) – skladatel, muzikolog, hudební režisér, pedagog
- František Slavík (18. 8. 1876 Kutná Hora – 27. 1. 1957 Praha) – mineralog, geochemik
- Jan Slavík (25. 3. 1885 Šlapanice u Kladna – 9. 5. 1978 Praha) – historik
- Juraj Slávik (28. 1. 1890 Dobrá Niva u Zvolena – 20. 5. 1969 Washington, USA) – slovenský právník, československý politik
- Hubert Slouka (6. 2. 1903 Brno – 14. 9. 1973 Praha) – astronom a popularizátor astronomie
- Václav Smetáček (30. 9. 1906 Brno – 18. 2. 1986 Praha) – dirigent, sbormistr, hobojista, pedagog
- Pavel Smetana (14. 7. 1937 Klokočov) – evangelický teolog, biblista, duchovní a synodní senior Českobratrské církve evangelické
- Ladislav Smoček (24. 8. 1932 Praha – ) – režisér, dramatik
- František Smolík (23. 1. 1891 Praha – 26. 1. 1972 Praha) – herec
- Josef Smolík (27. 3. 1922 Jičín – 4. 2. 2009 Praha) – evangelický duchovní, teolog, vysokoškolský pedagog
- Ladislav Smoljak (9. 12. 1931 Praha – 6. 6. 2010 Kladno) – herec, režisér, dramatik, scenárista
- Ludvika Smrčková (24. 2. 1903 Kročehlavy – 20. 1. 1991 Praha) – sklářská výtvarnice
- Josef Smrkovský (26. 2. 1911 Velenka u Nymburka – 15. 1. 1974 Praha) – pracovník komunistického aparátu, československý politik
- Evžen Sokolovský (8. 8. 1925 Příbram – 14. 6. 1998) – divadelní, televizní režisér
- Vladimír Sommer (28. 2. 1921 Dolní Jiřetín u Mostu – 8. 9. 1997 Praha) – skladatel, pedagog
- Josef Somr (15. 4. 1934 Vracov u Kyjova – ) – herec
- Kuneš Sonntag (19. 2. 1878 Lazce, dnes součást Troubelic u Olomouce – 29. 3. 1931 Praha) – národohospodář, československý agrární politik, účastník protirakouského odboje
- Jiří Sopko (20. 2. 1942 Dubové na Podkarpatské Rusi – ) – malíř, grafik, sochař
- Josef Souček (10. 10. 1864 Jestřabí Lhota u Kolína – 7. 6. 1938 Praha) – evangelický teolog, duchovní a první synodní senior Českobratrské církve evangelické
- Josef Bohumil Souček (12. 5. 1902 Praha – 9. 9. 1972 Praha) – evangelický duchovní, teolog, biblista, vysokoškolský pedagog
- Karel Souček (26. 9. 1915 Kladno – 26. 11. 1982 Praha) – malíř, grafik, ilustrátor, vysokoškolský pedagog
- František Soukup (22. 8. 1871 Kamenná Lhota u Kutné Hory – 11. 11. 1940 Praha) – československý sociálnědemokratický politik, publicista, účastník protirakouského odboje
- Jiří Sovák (27. 12. 1920 Praha – 6. 9. 2000 Praha) – herec
- Jiří Sozanský (27. 6. 1946 Praha – ) – sochař, malíř
- Franz Spina (5. 10. 1868 Trnávka na Moravě – 17. 9. 1938) – českoněmecký agrární politik, filolog, literární vědec
- Alois Spisar (18. 4. 1874 Německé Prusy u Vyškova – 4. 9. 1955 Praha) – teolog a duchovní Církve československé husitské, vysokoškolský pedagog
- Otakar Srdínko (1. 1. 1875 Svobodné Dvory u Hradce Králové – 21. 12. 1930 Praha) – lékař, agrární politik
- Jiří Srnec (29. 8. 1931 Žalov – ) – režisér, divadelní výtvarník, ředitel
- Jan Stallich (19. 3. 1907 Praha – 14. 6. 1973 Praha) – kameraman
- František Staněk (14. 11. 1867 Strmilov u Jindřichova Hradce – 19. 6. 1936 Praha) – agrární politik
- Oldřich Starý (architekt) (15. 3. 1884 Praha – 3. 11. 1971 Praha) – architekt
- Bohumil Stašek (17. 2. 1886 Klabava u Rokycan – 8. 8. 1948 Praha) – římskokatolický duchovní, československý politik
- Karel Statečný (6. 7. 1870 Myslkovice u Soběslavi – 12. 8. 1927 Praha) – teolog Církve československé husitské, vysokoškolský pedagog
- Bedřich Stefan (9. 12. 1896 Praha – 31. 3. 1982 Praha) – sochař
- Oldřich Stefan (4. 12. 1900 Praha – 5. 5. 1969 Prosečnice) – historik, teoretik architektury
- Karel Steigerwald (11. 4. 1945 Vacíkov – ) – dramatik, scenárista. Jeho hry: Tatarská pouť (1979, uvedena v Divadle Na zábradlí 1988), Dobové tance (1980), Foxtrot (1982), Neapolská choroba (1984), Hoře, hoře, strach, oprátka, jáma (1990).
- Jiří Steimar (24. 4. 1887 Praha – 16. 12. 1968 Praha) – herec
- Josef Rostislav Stejskal (27. 4. 1894 Hostkovice – 18. 9. 1946 Prešov) – teolog, duchovní a biskup Církve československé husitské
- Karel Steklý (9. 10. 1903 Praha – 5. 7. 1987 Praha) – filmový režisér, scenárista
- Jiří Stivín (23. 11. 1942 Praha – ) – hudebník
- Josef Stivín (18. 12. 1879 Praha – 1. 10. 1941 Praha) – československý sociálnědemokratický politik, novinář, publicista
- Ferdinand Stibor (25. 9. 1869 Řepiště – 12. 10. 1956 Radvanice) – duchovní a biskup Církve československé husitské
- Antonín Cyril Stojan (22. 5. 1851 Beňov u Přerova – 29. 9. 1923 Olomouc) – římskokatolický duchovní, arcibiskup olomoucký
- Viktor Stoupal (17. 7. 1888 Městečko Trnávka u Svitav – 12. 11. 1944 Brno) – národohospodář, československý agrární politik, publicista
- Jaroslav Stránský (15. 1. 1884 Brno – 13. 8. 1973 Londýn, Velká Británie) – právník, novinář, československý politik
- Jiří Stránský (12. 8. 1931 Praha) – spisovatel, scenárista, překladatel
- Jan Stráský (1940 – ) – ekonom, politik, 1992 předsedou poslední československé vlády; ministrem dopravy, ministr zdravotnictví (1995); člen představenstva Komerční banky (1998)
- Viktor Stretti (7. 4. 1878 Plasy – 5. 3. 1957 Praha) – grafik, malíř
- Jiří Středa (22. 12. 1932 Praha – ) – režisér, autor loutkových her
- Jiří Stříbrný (14. 1. 1880 Rokycany – 21. 1. 1955 Valdice) – český, poté československý národněsocialistický, pak ligistický politik, publicista, účastník protirakouského odboje
- Josef Sudek (17. 3. 1896 Kolín – 15. 9. 1976 Praha) – fotograf
- Stanislav Sucharda (12. 11. 1866 Nová Paka – 5. 5. 1916 Praha) – sochař
- Vojtěch Sucharda (6. 1. 1884 Nová Paka – 31. 10. 1968 Praha) – řezbář, sochař, loutkářský výtvarník
- Jiří Suchý (1. 10. 1931 Plzeň – ) – herec, hudebník, dramatik, textař, režisér, výtvarník
- Josef Suk starší (4. 1. 1874 Křečovice u Neveklova – 29. 5. 1935 Benešov) – skladatel, houslista, pedagog
- Josef Suk mladší (8. 8. 1929 Praha – 6. července 2011) – houslista, violista, vnuk skladatele Josefa Suka, pravnuk skladatele Antonína Dvořáka
- Ladislav Sutnar (9. 11. 1897 Plzeň – 17. 11. 1976 New York) – umělecký návrhář, malíř, grafik
- Jan Svěrák (6. února 1965, Žatec) – český režisér (např. Obecná škola, Jízda, Kolja, Tmavomodrý svět) a scenárista, syn Zdeňka Svěráka.
- Zdeněk Svěrák (28. 3. 1936 Praha – ) – herec, dramatik, scenárista, režisér
- Josef Svoboda (10. 5. 1920 Čáslav – 8. 4. 2002 Praha) – scénograf, architekt, pedagog
- Jiří Svoboda (13. září 1945 Praha – 11. března 2004 Praha) – skladatel filmové a televizní hudby, bratr skladatele Karla Svobody.
- Jiří Svoboda (* 5. května 1945 Kladno) – český režisér a scenárista (Skalpel prosím, Zánik samoty Berhof, Sametoví vrazi)
- Karel Svoboda (19. 12. 1938 Praha – 28. ledna 2007 Jevany) – skladatel
- Ludvík Svoboda (25. 11. 1895 Hroznatín – 20. 9. 1979 Praha) – československý generál, politik
- Růžena Svobodová – spisovatelka
- Antonín Benjamin Svojsík (5. 9. 1876 Dvůr Králové n. L. – 17. 9. 1938 Praha) – pedagog, zakladatel skautingu, který jako organizace dostal český název Junák; hlavní díla: Základy junáctví, Umění pozorovati, Táboření v přírodě.
- Karel Svolinský (14. 1. 1896 Svatý Kopeček u Olomouce – 16. 9. 1986 Praha) – malíř, grafik, ilustrátor, scénograf
- Vladimír Sychra (28. 1. 1903 Praha – 20. 2. 1963 Praha) – malíř, grafik, ilustrátor
- Ladislav Syllaba (16. 6. 1868 Bystřice u Benešova – 30. 12. 1930 Praha) – lékař, internista
- Jan Syrový (24. 1. 1888 Třebíč – 17. 10. 1970 Praha) – československý generál, účastník protirakouského odboje, ministerský předseda
- Karel Sýs (26. 7. 1946 Rychnov nad Kněžnou – ) – básník

## Š
- Josef Šafařík (11. 2. 1907 Prostějov – 22. 4. 1992 Brno) – filosof, básník
- Libuše Šafránková (7. 6. 1953 Brno – ) – herečka
- Jiří Šalamoun (17. 4. 1935 Praha) – grafik, ilustrátor
- František Xaver Šalda (22. 12. 1867 Liberec – 4. 4. 1937 Praha) – literární kritik, esejista, prozaik, dramatik
- Jaroslav Šalda (27. 3. 1880 Praha – 31. 5. 1965 Karlovy Vary) – vydavatel, kulturní pracovník
- Viliam Šalgovič (12. 12. 1919 Ružindol – 6. 2. 1990 Bratislava) – slovenský politik, československý komunistický politik
- Ladislav Šaloun (1. 8. 1870 Praha – 18. 10. 1946 Praha) – sochař
- Přemysl Šámal (4. 10. 1897 Praha – 9. 3. 1941 Berlín) – politik, účastník protirakouského odboje, účastník protinacistického odboje
- Vojtěch Šanda (15. 10. 1873 Kvílice u Slaného – 24. 12. 1953 Praha) – římskokatolický duchovní, teolog, biblista, vysokoškolský pedagog
- Petr Šandera (2. 12. 1964) – duchovní a biskup Církve československé husitské
- Jiřina Šejbalová (17. 9. 1905 Praha – 23. 8. 1981 Praha) – herečka
- Václav Šerák (9. 10. 1931 Čakovice) – keramik
- Otakar Ševčík (22. 3. 1852 Horažďovice – 18. 1. 1934 Písek) – houslista, houslový pedagog
- Ota Šik (11. 9. 1919 Plzeň – 21. 8. 2004 St. Gallen, Švýcarsko) – národohospodář, politik
- Karel Šiktanc (10. 7. 1928 Hřebeč u Kladna) – básník
- Jana Šilerová (31. 12. 1950 Znojmo) – duchovní a biskupka Církve československé husitské
- Libuše Šilhánová (10. 4. 1929 – 10. 10. 2016) – socioložka, mluvčí Charty 77, předsedkyně Českého helsinského výboru
- Josef Šíma (19. 3. 1891 Jaroměř – 24. 7. 1971 Paříž) – malíř, ilustrátor, překladatel
- Milan Šimečka (7. 4. 1930 Nový Bohumín – 23. 9. 1990 Praha) – politolog, esejista, literární kritik působící na Slovensku
- Adriena Šimotová (6. 8. 1926 Praha) – malířka, grafička, textilní výtvarnice
- Bořek Šípek (14. 6. 1949 Praha) – architekt, designér, filosof, pedagog
- Viliam Široký (31. 5. 1902 Bratislava – 6. 10. 1971 Praha) – slovenský politik, československý komunistický politik
- Tatjana Šišková (1946) – průkopnice mediace, socioložka
- Jaroslav Škarvada (14. 9. 1924 Praha – 14. 6. 2010 Praha) – římskokatolický teolog, biskup, exilový vysokoškolský pedagog
- Vladimír Škutina (16. 1. 1931 Praha – 19. 8. 1995 Praha) – publicista, prozaik, dramatik, autor literatury faktu
- Josef Škvorecký (27. 9. 1924 Náchod – ) – prozaik, esejista, překladatel, exilový nakladatel
- Dismas Šlambor (16.6.1858 Praha – 4.12.1926 Praha) – Viktor Ponrepo,průkopník české kinematografie, ředitel kina Ponrepo
- Jiří Šlitr (15. 2. 1924 Zálesní Lhota u Semil – 26. 12. 1969 Praha) – skladatel, pianista, zpěvák, herec, výtvarník
- Bohumír Šmeral (25. 10. 1880 Třebíč – 8. 5. 1941 Moskva) – sociálnědemokratický, později československý komunistický politik, novinář, publicista
- Vladimír Šmeral (16. 10. 1903 Drásov na Moravě – 15. 3. 1982 Praha) – herec
- Karol Šmidke (21. 1. 1897 Vítkovice – 15. 12. 1952 Bratislava) – slovenský pracovník komunistického aparátu, československý politik
- Pavel Šmok (22. 10. 1929 Levoča) – choreograf, tanečník, herec
- Josef Šnejdárek (2. 4. 1875 Napajedla, okr. Zlín – 13. 5. 1945 D'r el-Beid' [Casablanca], Maroko) – československý generál
- Ivan Šnejdárek (2. 4. 1935 Praha) – český rádioamatér (OK1IEI) a vynálezce v oboru akustiky
- Jiří Šotola (28. 5. 1924 Smidary – 8. 8. 1989 Praha) – básník, prozaik, dramatik
- Josef Špak (10. 7. 1929 Litomyšl) – duchovní, biskup a patriarcha Církve československé husitské
- Václav Špála (24. 8. 1885 Žlunice u Nového Bydžova – 12. 5. 1946 Praha) – malíř, grafik, ilustrátor
- Otakar Španiel (13. 6. 1881 Jaroměř – 15. 2. 1955 Praha) – sochař, řezbář, medailér
- Jaroslav Škarvada (14. 9. 1924 Praha – 14. 6. 2010 Praha) – římskokatolický teolog, biskup, exilový vysokoškolský pedagog
- Tomáš Špidlík (17. 12. 1919 Boskovice – 16. 4. 2010 Řím) – římskokatolický teolog, kardinál, exilový vysokoškolský pedagog
- Karel Špillar (21. 11. 1871 Plzeň – 7. 4. 1939 Praha) – malíř, grafik
- Fráňa Šrámek (19. 1. 1877 Sobotka – 1. 7. 1952 Praha) – básník, prozaik, dramatik
- Jan Šrámek (12. 8. 1870 Grygov u Olomouce – 22. 4. 1956 Praha) – římskokatolický duchovní, československý politik
- Vavro Šrobár (9. 8. 1867 Lísková – 6. 12. 1950 Olomouc) – slovenský lékař, československý politik
- Anton Štefánek (15. 4. 1887 Veľké Leváre – 29. 4. 1964 Žiar nad Hronom) – slovenský pedagog, československý politik
- Milan Rastislav Štefánik (21. 7. 1880 Košariská – 4. 5. 1919 Vajnory u Bratislavy) – slovenský vědec, politik, československý státník, letec; 1919 tragicky zemřel při letecké nehodě; po roce 1989 po něm pojmenováno bratislavské letiště
- Václav Vilém Štech (31. 3. 1885 Slaný – 24. 6. 1974 Praha) – historik umění
- Miroslav Štěpán (5. 8. 1945 Louny) – politický pracovník; po Sametové revoluci uvězněn na 2,5 roku za zneužití pravomoci veřejného činitele v roce 1989 (byl vrchním velitelem Lidových milicí); vydal knihu: Zpověď vězně sametové revoluce; 1995 založil Stranu československých komunistů a chtěl do konce tisíciletí obnovit socialismus a Československo; v České televizi se přihlásil ke Stalinovi a Gottwaldovi (léto 1989).
- Vratislav Štěpánek (18. 6. 1930 Vrútky – 21. 7. 2013 Brno) – duchovní, biskup a patriarcha Církve československé husitské
- Zdeněk Štěpánek (22. 9. 1896 Tvoršovice – 20. 6. 1968 Praha) – herec, režisér, dramatik
- Jiří Štěpnička (10. 4. 1947 Londýn) – herec
- Jiřina Štěpničková (3. 4. 1912 Praha – 5. 9. 1985 Praha) – herečka
- Evžen Štern (7. 5. 1889 Čelákovice – 12. 11. 1942 Mauthausen) – sociální pracovník
- Filip Štojdl (1. 9. 1975 Plzeň) – duchovní a biskup Církve československé husitské
- Ladislav Štoll (26. 6. 1902 Jablonec nad Nisou – 6. 1. 1981 Praha) – literární kritik, československý komunistický publicista, aktivista
- Eduard Štorch (10. 4. 1878 Ostroměř – 25. 6. 1956 Praha) – pedagog, spisovatel pro mládež. Knihy: Lovci mamutů (1918), Čarodějův učedník, U Veliké řeky, Osada Havranů, Minehava, Zlomený meč, Junáckou stezkou
- Otakar Štorch-Marien (16. 9. 1897 Vodňany – 12. 3. 1974 Praha) – nakladatel, knihkupec, autor memoárů
- Lubomír Štrougal (19. 10. 1924 Veselí nad Lužnicí) – komunistický politik, dlouholetý předseda československé vlády; v únoru 1990 byl vyloučen z KSČ
- Jan Štursa (15. 5. 1880 Nové Město na Moravě – 2. 5. 1925 Praha) – sochař
- Jindřich Štyrský (11. 8. 1899 Čermná u Kyšperka – 21. 3. 1942 Praha) – malíř, teoretik umění
- Josef Šusta (19. 2. 1874 Třeboň – 27. 5. 1945 Praha) – historik
- Karel Šváb (13. 5. 1904 – 3. 12. 1952 Praha) – komunistický aparátník, československý politik
- Max Švabinský (17. 9. 1873 Kroměříž – 10. 2. 1962 Praha) – malíř, grafik
- Ema Švandová (22. 11. 1882 Praha – 23. 11. 1971 Praha) – herečka, divadelní podnikatelka, ředitelka
- Josef Jiří Švec (19. 7. 1883 Čenkov – 25 10. 1918 Aksakovo, Rusko) – učitel, československý legionář
- Otakar Švec (23. 11. 1892 Praha – 4. 4. 1955 Praha) – sochař; spoluautorem pomníku komunismu: Stalinův pomník (1955) – tzv. „Stalinova fronta“ – ojedinělý monument socialistického realismu (umělec krátce po dokončení pomníku spáchal sebevraždu) – později pomník odstraněn, zničen
- Antonín Švehla (15. 4. 1873 Hostivař u Prahy – 12. 12. 1933 Hostivař) – československý agrární politik, účastník protirakouského odboje, ministerský předseda
- Josef Švejcar (20. 5. 1897 Praha – 31. 1. 1997 Praha) – lékař, pediatr
- Jiří Švejda (29. 8. 1949 Litvínov – ) – prozaik, scenárista
- Jan Šverma (23. 3. 1901 Mnichovo Hradiště – 10. 11. 1944 hora Chabenec v Nízkých Tatrách) – novinář, československý komunistický politik
- Jiřina Švorcová (25. 5. 1928 Hradec Králové – 8. 8. 2011 Praha) – herečka, komunistická aktivistka

## T
- Václav Talich (28. 5. 1883 Kroměříž – 16. 3. 1961 Beroun) – dirigent, hudební pedagog
- Maria Tauberová (28. 4. 1911 Vysoké Mýto – 16. 1. 2003 Praha) – pěvkyně-sopranistka
- Felix Tauer (20. 11. 1893 Plzeň – 17. 3. 1981 Praha) – orientalista, překladatel
- Jiří Taufer (5. 7. 1911 Boskovice – 3. 12. 1986 Praha) – básník, překladatel, komunistický ideolog
- Rudolf Tayerle (26. 8. 1877 Praha – 6. 3. 1942 Mauthausen) – československý sociálnědemokratický politik, odborář, publicista, účastník protirakouského i protinacistického odboje
- Karel Teige (13. 12. 1900 Praha – 1. 10. 1951 Praha) – estetik, vůdčí představitel poetismu, českého surrealismu, teoretik architektury, literární, výtvarný kritik
- Rudolf Těsnohlídek (7. 6. 1882 Čáslav – 12. 1. 1928 Brno) – publicista, básník, prozaik
- František Teuner (6. 3. 1911 Benešov – 1978 Norimberk) – lékař, představitel pronacistické kolaborace
- Josef Thomayer – lékař a spisovatel (R. E. Jamot)
- Pavel Tigrid (27. 10. 1917 Praha – 31. 8. 2003 Héricy u Paříže) – novinář, publicista
- Jiří Tichota (18. 4. 1947 Točná) – hudebník, hudební vědec
- František Tichý (24. 3. 1896 Praha – 7. 10. 1961 Praha) – malíř, grafik
- Ladislav Tichý (27. 3. 1948 Olešnice) – římskokatolický duchovní, teolog, biblista, vysokoškolský pedagog
- Václav Tikal (24. 12. 1906 Ptenín u Přeštic – 26. 11. 1965 Praha) – malíř, keramik
- Václav Tille (16. 2. 1867 Tábor – 26. 6. 1937 Praha) – literární historik, etnograf, komparatista, prozaik
- Vojtěch Tkadlčík (8. 2. 1915 Karlovice – 25. 12. 1997 Olomouc) – římskokatolický duchovní, teolog, slavista, vysokoškolský pedagog
- Zdeněk Václav Tobolka (21. 6. 1874 Poděbrady – 5. 11. 1951 Praha) – historik, politik
- František Tomášek (12. 3. 1871 Kukleny, okres Hradec Králové – 4. 10. 1938 Praha) – československý sociálnědemokratický politik, publicista, účastník protirakouského odboje
- František Tomášek (30. 6. 1899 Studénka – 4. 8. 1992 Praha) – římskokatolický teolog, duchovní, arcibiskup pražský
- Marie Tomášová (18. 4. 1929 Dobrovice u Mladé Boleslavi – 25. 5. 2025 Mělník) – herečka
- Josef Topol (1. 4. 1935 Poříčí nad Sázavou – 15. 6. 2015 Praha) – dramatik, básník, esejista
- Josef Tošovský (28. 9. 1950 Náchod) – ekonom, finančník
- Josef Toufar (14. 7. 1902 Arnolec u Jihlavy – 25. 2. 1950 Praha) – římskokatolický kněz, mučedník komunistického teroru; tzv. Číhošťský zázrak zinscenovala StB
- Toyen (21. 9. 1902 Praha – 9. 11. 1980 Paříž) – malířka, vlastním jménem Marie Čermínová
- Jan Trefulka (15. 5. 1929 Brno) – spisovatel
- Jiří Trnka (24. 2. 1912 Petrohrad na Plzeňsku – 30. 12. 1969 Praha) – výtvarník, režisér animovaných filmů, ilustrátor, malíř, sochař
- Štěpán Trochta (26. 3. 1905 Francova Lhota u Vsetína – 6. 4. 1974 Litoměřice) – římskokatolický teolog, duchovní, biskup litoměřický, kardinál (1968)
- Jakub Schwarz Trojan (13. 5. 1927 Paříž) – evangelický duchovní, teolog, vysokoškolský pedagog
- Václav Trojan (24. 4. 1907 Plzeň – 5. 7. 1983 Praha) – skladatel, pedagog
- František Tröster (30. 12. 1904 Vrbičany – 14. 12. 1968 Praha) – scénograf, pedagog
- Zdeněk Trtík (14. 8. 1914 Kyjov – 24. 6. 1983 Praha) – teolog, filozof a duchovní Církve československé husitské, vysokoškolský pedagog
- Jan Tříska (4. 11. 1936 Praha – 25. 9. 2017 Praha) – herec
- Alois Tučný (4. 6. 1881 Frenštát pod Radhoštěm – 10. 4. 1940 Praha) – odborář, politik
- Ctibor Turba (16. 10. 1944 Praha – ) – mim, režisér, scenárista, pedagog
- Rudolf Turek (20. 6. 1910 Mladá Boleslav – 13. 11. 1991 Praha) – archeolog, historik
- Vlastimil Tusar (18. 10. 1880 Praha – 22. 3. 1924 Berlín) – novinář, politik
- Oldřich Tyl (3. 1. 1884 Ejpovice – 4. 4. 1939 Praha) – architekt, urbanista, teoretik architektury
- František Tymeš (14. 10. 1895 Lipník – 2. 10. 1968 Brno) – sociálnědemokratický, později komunistický politik, novinář
- Hermína Týrlová (11. 12. 1900 Březové Hory – 3. 5. 1993 Zlín) – filmová režisérka, scenáristka

## U
- František Udržal (3. 1. 1866 Dolní Roveň u Pardubic – 25. 4. 1938 Praha) – československý agrární politik, účastník protirakouského odboje, předseda vlády
- Milan Uhde (28. 7. 1936 Brno) – dramatik, prozaik, politik
- Štefan Uher (4. 7. 1930 Prievidza – 29. 3. 1993 Bratislava) – slovenský filmový režisér, scenárista
- Petr Uhl (8. 10. 1941 Praha) – novinář
- Ivan Úlehla (17. 10. 1921 Skalica, okres Senica) – fyzik
- Max Urban (24. 8. 1882 Praha – 17. 7. 1959 Praha) – architekt, urbanista, filmový kameraman, režisér
- Karel Urbánek (22. 3. 1941 Bojkovice, okres Uherské Hradiště – ) – československý komunistický politik
- Rudolf Urbánek (7. 9. 1877 Slaný, okres Kladno – 26. 7. 1962 Praha) – historik
- Zdeněk Urbánek (12. 10. 1917 Praha) – spisovatel, překladatel, esejista
- Emil Utitz (27. 5. 1883 Roztoky u Prahy – 2. 11. 1956 Jena) – českoněmecký psycholog, publicista

## Prameny
Jako pomůcka sloužila encyklopedie KDO JE KDO
a encyklopedie Diderot 2002